# 22ª Mostra internazionale d'arte cinematografica di Venezia
La 22ª edizione della Mostra internazionale d'arte cinematografica di Venezia si è svolta a Venezia, Italia, dal 20 agosto al 3 settembre del 1961. È la prima delle due edizioni dirette da Domenico Meccoli.

## Giuria
- Filippo Sacchi (presidente, Italia)
- Lev Arnštam (Unione Sovietica)
- Gian Gaspare Napolitano (Italia)
- Giulio Cesare Castello (Italia)
- Jean de Baroncelli (Francia)
- John Hubley (Stati Uniti d'America)
- Leopoldo Torre-Nilsson (Argentina).

## Premi
I principali premi distribuiti furono:
- Leone d'oro: L'anno scorso a Marienbad (L'année dernière à Marienbad) di Alain Resnais
- Leone d'argento: Pace a chi entra (Myr Vchodjashchcemu) di Aleksandr Alov e Vladimir Naumov
- Coppa Volpi al miglior attore: Toshirō Mifune per La sfida del samurai (Yoyimbo)
- Coppa Volpi alla miglior attrice: Suzanne Flon per Non uccidere (Tu ne tueras point)

## Sezioni principali

### Film in concorso
- Banditi a Orgosolo, regia di Vittorio De Seta (Italia)
- Estate e fumo (Summer and Smoke), regia di Peter Glenville (Stati Uniti d'America)
- Il brigante, regia di Renato Castellani (Italia)
- Il giudizio universale, regia di Vittorio De Sica (Italia/Francia)
- L'anno scorso a Marienbad (L'année dernière à Marienbad), regia di Alain Resnais (Francia/Italia)
- Kde reky mají slunce, regia di Václav Krska (Cecoslovacchia)
- La ragazza dagli occhi d'oro (La fille aux yeux d'or), regia di Jean-Gabriel Albicocco (Francia/Italia)
- La sfida del samurai (Yoyimbo), regia di Akira Kurosawa (Giappone)
- Non uccidere (Tu ne tueras point), regia di Claude Autant-Lara (Francia/Italia/Jugoslavia)
- Pace a chi entra (Myr Vchodjashchcemu), regia di Aleksandr Alov e Vladimir Naumov (Unione Sovietica)
- Ponte verso il sole (Bridge to the Sun), regia di Étienne Périer (Italia/Stati Uniti d'America)
- Samson, regia di Andrzej Wajda (Polonia)
- Vanina Vanini, regia di Roberto Rossellini (Italia/Francia)
- Victim, regia di Basil Dearden (Regno Unito)

### Film fuori concorso
- Léon Morin, prete (Léon Morin, prêtre), regia di Jean-Pierre Melville (Francia/Italia)
- Accattone, regia di Pier Paolo Pasolini (Italia)